# Fever 333
Fever 333 (с англ. — «Лихорадка 333»), также известны как the Fever 333 — американская рок-группа, образованная в Инглвуде, Калифорния, в июле 2017 года. Группа была основана бывшим вокалистом Letlive Джейсоном Аалоном Батлером, бывшим гитаристом The Chariot Стивеном Харрисоном и барабанщиком Night Verses Ариком Импротой.
Дебютный мини-альбом группы Made an America был выпущен 23 марта 2018 года. Группа подписала контракт с Roadrunner Records и 333 Wreckords. Их первый LP Strength in Numb333rs был выпущен годом позже, а второй EP Wrong Generation — в 2020 году. Fever 333 выпустили свой второй студийный альбом Darker White 4 октября 2024 года.

## Характеристики
Стиль
Их музыка сочетает в себе элементы панк-рока и хип-хопа, которые Батлер описал как оба «укоренённые в подрывной деятельности», ссылаясь на такие музыкальные влияния, как Rage Against the Machine, Public Enemy и Black Flag. Их тексты затрагивают политически и социально значимые темы, такие как расизм, сексизм и гомофобия. Их музыку классифицируют как рэп-рок, рэпкор, рэп-метал, постхардкор, хардкор-панк, альтернативный метал, и ню-метал. Некоторые из их песен также содержат элементы трэп-музыки, и впоследствии были отнесены к трэп-металу. В статье для веб-сайта Afropunk Festival Батлер заявил, что, по его мнению, «Панк-рок и хип-хоп — это одно и то же. Они всегда выступают под флагом передачи искусства из раздора», повторяя схожее мнение в статье для Colorado Springs Independent, говоря: «[Музыка Fever 333] похожа на эволюцию гитарной музыки. Потому что в настоящее время хип-хоп действительно расширяет горизонты как в звуковом, так и в идеологическом плане».
В статье 2019 года для Kerrang! писатель Миша Перлман описал их музыку как «захватывающее сочетание постхардкора и хип-хопа с некоторыми из самых запоминающихся мелодий, которые вы услышите на любом альбоме этого года». В статье для Altcorner.com писательница Элизабет Бирт описала их как «буйную панк-группу… [которая] укрепила прочный бренд протестного панка, поскольку они бьют по несправедливости в мире, но особенно на своей родине, в Америке, не посредством насилия, а посредством наполненных тоской текстов».
Лого
Логотип группы — это дань уважения логотипу партии «Чёрные пантеры», американской антирасистской и революционной социалистической организации, с которой Батлер сравнил практику группы, поскольку «черные пантеры не нападают, пока их не загонят в угол, откуда у них нет выхода». Логотип группы был одобрен дизайнером логотипа «Чёрных пантер» и их министром культуры Эмори Дугласом.
Внешний вид
Во время живых выступлений Батлер часто носит бронежилет с надписью «333» на груди. Согласно статье Kerrang!, это должно было символизировать растущую милитаризацию американской полиции. Батлер также часто выступает в комбинезоне, также с иконографией группы, вместе с мешком на голове, символизирующим нарушения прав человека в тюрьмах, таких как лагерь для задержанных в заливе Гуантанамо и тюрьма Абу-Грейб.
Политические взгляды и активизм
Группа придерживается радикально-левых политических взглядов, выступая против социального неравенства, капитализма и авторитаризма как в своих текстах, так и в своей деятельности. Число «333» в названии представляет три основных принципа, которые, по мнению участников, должна отстаивать группа: сообщество, благотворительность и перемены.
Long Live the Innocent — это прямая трансляция демонстрации и выступления группы 3 июня 2020 года. Это был ответ на убийство Джорджа Флойда полицией 25 мая того же года и представлял собой осуждение группой как его конкретных убийц, так и жестокости полиции и институционального расизма в целом. Все вырученные средства были пожертвованы в Minnesota Freedom Fund и Black Lives Matter. NME описал это событие как проявление солидарности с сообществами, также протестующими против убийства Флойда.

## Дискография
Смотри статью «Дискография Fever 333» в англ. разделе.
- Strength in Numb333rs (2019)
- Darker White (2024)